# Cleomenes I
Cleomenes I (în greacă Κλεομένης; n. secolul al VI-lea î.Hr., Sparta, Peloponez, Grecia de Vest și Insulele Ionice⁠(d), Grecia – d. 490 î.Hr., Sparta, Peloponez, Grecia de Vest și Insulele Ionice⁠(d), Grecia) a fost un rege agiad al Spartei, între c. 524-489 î.Hr.
Potrivit relatării lui Herodot, tatăl lui Cleomenes, regele Anaxandridas II, nu avea copii de la soția sa legitimă. Anaxandridas se căsătorise cu o fiică a sorei sale(obiceiul căsătoriei cu nepoatele este reiterat de altfel de Leonidas care, succedându-i lui Cleomenes, se va căsători cu fiica acestuia, Gorgo). Consiliul eforilor i-a cerut să-și ia o altă soție care să-i poată aduce copii. Deși Anaxandridas a refuzat inițial, presiunea eforilor l-a obligat să-și ia o a doua soție, fata lui Prinetadas fiul lui Demarmenus, care a fost mama lui Cleomenes. La scurt timp după nașterea sa prima soție a lui Anaxandridas i-a adus și ea copii: Dorieus, Leonidas (cel ce avea să devină vestit prin rezistența de la Termopile) și Cleombrot, frații săi vitregi. 
Herodot îl menționează cu mai multe ocazii în Istoriile sale cu o anumită incoerență: îl numește simultan „cel mai drept dintre oameni” și „nebun de legat”. 
Cleomenes a respins cererea lui Aristagoras din Milet de a interveni militar pentru a sprijini revolta cetăților ioniene de pe coasta Asiei Mici. Aristagoras îi propusese să invadeze Persia până la capitala Ecbatana, dar Cleomenes a respins acest plan din cauza lungimii drumului. 
Cleomene a purtat ostilități față de Argos, arzând crângul sacru al templului Herei din țara argivă. 
L-a demis pe co-regele său Demaratus (Sparta avea doi regi), în 491 î.Hr., corupând Pythia de la oracolul din Delphi. Când s-a aflat despre coruperea oracolului, a fost arestat și s-a sinucis cerând un cuțit unui hilot și mutilându-se.